# Ніколас Калдор
Ніколас Калдор (англ. Nicholas Kaldor, при народженні Міклош Калдор, угор. Káldor Miklós; 12 травня 1908, Будапешт, Угорщина — 30 вересня, 1986, Папворт Еверард, Кембріджшир, Велика Британія) — англійський економіст угорсько-єврейського походження .

## Біографія
Навчався в Будапешті, Берліні, потім у Лондонській школі економіки і політичних наук, де згодом читав лекції. Після Другої світової війни працював в Європейській економічній комісії ООН. З 1964 р був радником уряду лейбористської партії і також урядів кількох інших країн. З 1966 р професор Кембриджського університету. У 1974 р був удостоєний титулу довічний пер барон Калдор.
У сфері його інтересів в економічній науці були проблеми економічного зростання, зайнятості та інфляції. Його ім'ям названі розроблені критерій оцінки добробуту (критерій Калдора-Хікса) і теорія зростання Калдора, він автор терміна зручна прибутковість.

## Наукова спадщина
- The Case Against Technical Progress, 1932, Economica
- The Determinateness of Static Equilibrium, 1934, RES
- The Equilibrium of the Firm, 1934, EJ
- Market Imperfection and Excess Capacity, 1935, Economica
- Pigou on Money Wages in Relation to Unemployment, 1937, EJ
- 1939, Welfare propositions of economics and interpersonal comparisons of utility. Economic Journal 49:549-52.
- Speculation and Economic Stability, 1939, RES
- Capital Intensity and the Trade Cycle, 1939, Economica
- A Model of the Trade Cycle, 1940, EJ
- Professor Hayek and the Concertina Effect, 1942, Economica
- The Relation of Economic Growth and Cyclical Fluctuations, 1954 EJ
- An Expenditure Tax, 1955.
- Alternative Theories of Distribution, 1956, RES
- A Model of Economic Growth, 1957, EJ
- Monetary Policy, Economic Stability, and Growth, 1958.
- Economic Growth and the Problem of Inflation, 1959, Economica.
- A Rejoinder to Mr. Atsumi and Professor Tobin, 1960, RES
- Keynes's Theory of the Own-Rates of Interest, 1960, in Kaldor, 1960.
- Essays on Value and Distribution, 1960.
- Essays on Economic Stability and Growth, 1960.
- Capital Accumulation and Economic Growth, 1961, in Lutz, editor, Theory of Capital
- A New Model of Economic Growth, with James A. Mirrlees, 1962, RES
- The Case for a Commodity Reserve Currency, with A.G. Hart and J. Tinbergen, 1964, UNCTAD
- Essays on Economic Policy, 1964, two volumes.
- Causes of the Slow Rate of Economic Growth in the UK, 1966.
- The Case for Regional Policies, 1970, Scottish JE.
- The New Monetarism, 1970, Lloyds Bank Review
- Conflicts in National Economic Objectives, 1970, EJ
- The Irrelevance of Equilibrium Economics, 1972, EJ
- What is Wrong with Economic Theory, 1975, QJE
- Inflation and Recession in the World Economy, 1976, EJ
- Equilibrium Theory and Growth Theory, 1977, in Boskin, editor, Economics and Human Welfare.
- Capitalism and Industrial Development, 1977, Cambridge JE
- Further Essays on Economic Theory, 1978.
- The Role of Increasing Returns, Technical Progress and Cumulative Causation…, 1981, Economie Appliquee
- Fallacies on Monetarism, 1981, Kredit und Kapital.
- The Scourge of Monetarism, 1982.
- The Role of Commodity Prices in Economic Recovery, 1983, Lloyds Bank Review
- Keynesian Economics After Fifty Years, 1983, in Trevithick and Worswick, editors, Keynes and the Modern World
- Economics Without Equilibrium, 1985.